# Храм в Едфу
Храмът в Едфу е староегипетски храмов комплекс в западната част на град Едфу в Горен Египет. Градът се намира на западния бряг на река Нил, на около 100 км. северно от Асуан и 85 км. южно от Луксор. Счита се един от най-добре запазените в Египет.
Храмовият комплекс е посветен на местния бог Хор-Бехедти, или Хор от Едфу. Създаден и осветен по времето на господството на Птолемеите в Египет. Хорус се проявява там и в други форми на божеството.

## Галерия
- Релефи на стените на храма в Едфу
- Задна част
- Хорус
- Фотография  от 1854 от Джон Брисли Грин
- Сцена с кърмене на вътрешните стени
- Детайл
- „Нилометър“ уред за измерване нивото на река Нил
- Релеф
- Релеф
- Релеф
- Детайл
- Таван
- Коридор
- Статуя на Хорус в двора на храма